# Torrebos
Het Torrebos of Kapellebos is een natuurgebied in het Meetjesland ten zuidwesten van het tot de Oost-Vlaamse gemeente Maldegem behorende dorp Kleit, gelegen nabij de Torredreef. Het bos ligt in een groter bosgebied (Burkel-Kapellebossen met onder andere het Kallekesbos) dat deel uitmaakt van het Natura 2000-gebied 'Bossen en heiden van Zandig Vlaanderen: oostelijk deel'.
Het betreft een restant van het grote bosgebied (eiken-berkenbos) dat deels ontgonnen werd vanuit de Abdijhoeve van Papinglo. Dit restant van 3,3 ha werd in 1998 eigendom van Natuurreservaten vzw, dat opgegaan is in Natuurpunt. In 2019 werd 16 hectare bos bijgekocht door Natuurpunt; er worden ook nieuwe gronden herbebost rond het Torrebos.
Het betreft gemengd bos met een rijke struiklaag en een goed ontwikkelde paddenstoelenflora. Het zuidelijk deel bevat veel berken, die vroeger werden gebruikt om bezems van te maken. Het Torrebos is gelegen op een heuvel en hier en daar dagzoomt de klei. Daardoor is de ondergrond er vrij nat. Er bloeit bosanemoon en slanke sleutelbloem, salomonszegel, kruipend zenegroen, valse salie, tormentil en ook stengelloze sleutelbloem, die in Vlaanderen vrijwel enkel voorkomt in het Houtland en in de bosjes tussen Gistel en Maldegem. In het bos leeft ree, specht, eekhoorn, wespendief.
Het geheel ligt binnen een kleinschalig ontginningslandschap, gekenmerkt door landbouwgrond, hier en daar afgewisseld met bospercelen. De Splenterbeek stroomt door dit gebied. Het Torrebos vormt de verbinding tussen het Drongengoedbos en de bossen van Burkel (Kallekesbos). Er werd een wandelpad aangelegd.